# Gletjärnen (Sunne socken, Värmland)
Gletjärnen är en sjö i Sunne kommun i Värmland och ingår i Göta älvs huvudavrinningsområde. Sjön har en area på 0,0659 kvadratkilometer och ligger 292,5 meter över havet.

## Delavrinningsområde
Gletjärnen ingår i det delavrinningsområde (663224-135787) som SMHI kallar för Utloppet av Gårdsjön. Medelhöjden är 204 meter över havet och ytan är 29,16 kvadratkilometer. Det finns inga avrinningsområden uppströms utan avrinningsområdet är högsta punkten. Kvarntorpsån (Gårdsjöälven) som avvattnar avrinningsområdet har biflödesordning 2, vilket innebär att vattnet flödar genom totalt 2 vattendrag innan det når havet efter 295 kilometer. Avrinningsområdet består mestadels av skog (79 procent). Avrinningsområdet har 2,03 kvadratkilometer vattenytor vilket ger det en sjöprocent på 6,9 procent.